# She Works Hard for the Money (album)
Albums de Donna Summer
Donna Summer
(1982) Cats Without Claws
(1984)
Singles
1. She Works Hard for the Money
Sortie : 10 mai 1983
2. Unconditional Love
Sortie : 23 septembre 1983
3. Love Has a Mind of Its Own
Sortie : 10 janvier 1984

She Works Hard for the Money est le onzième album studio de Donna Summer, sorti le 13 juin 1983 chez Mercury Records. 
Il s'agit de l'album studio de Donna Summer des années 1980 ayant connu le plus grand succès, se classant à la neuvième place du Billboard 200 aux États-Unis. La chanson-titre de l'album est devenu l'un des plus grands succès de sa carrière et son plus grand succès de la décennie, se classant à la troisième place du Billboard Hot 100.

## Liste des titres
| 1. | She Works Hard for the Money | - Michael Omartian - Donna Summer            | 5:19 |
| 2. | Stop, Look and Listen        | - Omartian - Greg Phillinganes - Summer      | 5:52 |
| 3. | He's a Rebel                 | - Jay Graydon - Omartian - Summer            | 4:22 |
| 4. | Woman                        | - Graydon - Omartian - Bruce Sudano - Summer | 4:19 |

| Face B | Face B                        | Face B                       | Face B | Face B | Face B | Face B | Face B | Face B | Face B |
| No     | Titre                         | Auteur                       | Durée  |        |        |        |        |        |        |
| ------ | ----------------------------- | ---------------------------- | ------ | ------ | ------ | ------ | ------ | ------ | ------ |
| 5.     | Unconditional Love            | - Omartian - Summer          | 4:42   |        |        |        |        |        |        |
| 6.     | Love Has a Mind of Its Own    | - Omartian - Sudano - Summer | 4:16   |        |        |        |        |        |        |
| 7.     | Tokyo                         | - Omartian - Sudano - Summer | 4:15   |        |        |        |        |        |        |
| 8.     | People, People                | - Omartian - Sudano - Summer | 4:09   |        |        |        |        |        |        |
| 9.     | I Do Believe (I Fell in Love) | Summer                       | 4:52   |        |        |        |        |        |        |
| 42:06  |                               |                              |        |        |        |        |        |        |        |

## Crédits
Voix
- Donna Summer – chant
- Musical Youth – chant (5)
- Matthew Ward – chant (6, 7), chœurs
- Dara Lynn Bernard, Mary Ellen Bernard, Roberta Kelly et Pamela Quinlan – chœurs

Musiciens
- Michael Omartian – pianos, synthétiseurs, guitares (2), batteries Simmons (2, 5), programmation de batterie (2), accordéon (9)
- Michael Boddicker – programmation de synthétiseurs
- Marty Walsh – guitares (1, 7, 8), solo de guitare (4)
- Ray Parker Jr. – guitares rythmiques (4)
- Jay Graydon  – guitares (6, 9)
- Nathan East – guitare basse
- Mike Baird – batterie
- John Gilston – programmation de batterie Simmons
- Lenny Castro – congas
- Gary Herbig – saxophone (1, 7)
- Dick Hyde – cuivres
- Charlie Loper – cuivres
- Chuck Findley – cuivres
- Gary Grant – cuivres
- Jerry Hey – cuivres
- Assa Drori – premier violon

Production
- Michael Omartian – producteur, arrangements
- John Guess – enregistrement, mixage
- Larry Ferguson – enregistrement supplémentaire
- Ross Pallone – enregistrement supplémentaire
- Bernie Grundman – mastérisation au A&M Mastering (Hollywood, Californie).
- Steve Hall – mastérisation au Future Disc (Hollywood, Californie).
- Chris Whorf – direction artistique, conception
- Harry Langdon – photographie
- Rick Hunt – conception CD

## Classements et certifications
| Classement (1983–84)                 | Meilleure position |
| ------------------------------------ | ------------------ |
| Allemagne de l'Ouest (Media Control) | 14                 |
| Australie (Kent Music Report)        | 21                 |
| Espagne (AFYVE)                      | 15                 |
| États-Unis (Billboard 200)           | 9                  |
| États-Unis (Top Black Albums)        | 5                  |
| Finlande (Suomen virallinen lista)   | 8                  |
| Japon (Oricon)                       | 27                 |
| Norvège (VG-lista)                   | 12                 |
| Nouvelle-Zélande (RIANZ)             | 47                 |
| Pays-Bas (Mega Album Top 100)        | 9                  |
| Royaume-Uni (UK Albums Chart)        | 28                 |
| Suède (Sverigetopplistan)            | 8                  |
| Suisse (Schweizer Hitparade)         | 23                 |

| Pays                                                                 | Certification | Ventes certifiées |
| -------------------------------------------------------------------- | ------------- | ----------------- |
| Canada (Music Canada)                                                | Or            | 50 000^           |
| France (SNEP)                                                        | Or            | 100 000*          |
| États-Unis (RIAA)                                                    | Or            | 500 000^          |
| Royaume-Uni (BPI)                                                    | Or            | 100 000^          |
| *Ventes selon la certification ^Mise en rayon selon la certification |               |                   |